# Hellmuth von Lepel
Eugen August Hellmuth Freiherr von Lepel, seit 1810 Graf von Lepel, (* 7. März 1773 in Ludwigsburg; † 12. September 1812 in Moschaisk, Russland) war ein westphälischer Brigadegeneral und Erster Stallmeister von König Jérôme Bonaparte.

## Leben

### Herkunft
Hellmuth war ein Sohn des Oberstwachtmeister der Leibgarde zu Pferde sowie Oberhofmarschalls des Fürsten Wolfgang Ernst II. zu Isenburg und Büdingen Joachim Otto Friedrich von Lepel (1740–1802) aus dem Hause Grambow und dessen erster Ehefrau Karoline, geborene Freiin von Röder (1749–1802). Die Ehe wurde am 20. September 1781 geschieden. Sie war eine Tochter des Generalfeldmarschalls August Gottlob von Röder.

### Militärkarriere
Lepel war von 1791 bis 1800 Offizier der Preußischen Armee, trat anschließend in württembergische Dienst und stieg bis zum Oberst auf. Er wechselte Ende 1807 in den Dienst des Königreichs Westphalen und wurde im Januar 1808 Stallmeister des Königs. Am 10. Januar 1810 wurde er in den westphälischen Grafenstand erhoben. Ab 9. Juni 1810 war er Aide-de-camp des Königs und stieg am 24. November 1811 zum Brigadegeneral auf.
Lepel war während des Russlandfeldzuges 1812 Kommandeur der westphälischen Kürassierbrigade in Napoleons Grande Armée (2. Brigade, 4. Kavalleriedivision, IV. Korps). Er verlor in der Schlacht von Borodino beim Angriff des IV. Korps unter Marschall Murat auf russische Stellungen durch eine Kartätschenkugel den linken Arm bis zur Schulter. Trotz Amputation war die Verwundung zu schwer und er starb im Lazarett von Moschaisk. Postum wurde er am 15. Oktober 1812 mit dem Kreuz der Ehrenlegion ausgezeichnet.

„General von Lepel galt als der schönste Offizier der westfälischen Armee; er war der Liebling Friederike Katharinens, der Gemahlin König Jérômes. Wir sahen ihn eben noch mit erhobenem Pallasch vor der Front seiner Brigade, als eine Paßkugel ihn vom Pferde warf. Auf den Tod verwundet, nannte er den Namen seiner Königin und starb.“